# Lys-Saint-Georges
Lys-Saint-Georges ist eine Gemeinde im französischen Département Indre in der Region Centre-Val de Loire. Ihre 200 Einwohner (Stand 1. Januar 2022) werden Georgiots genannt.

## Lage
Lys-Saint-Georges liegt am Fluss Gourdon, an der westlichen Gemeindegrenze verläuft die Bouzanne. Nachbargemeinden sind Jeu-les-Bois im Norden, Mers-sur-Indre im Nordosten, Tranzault im Südosten, Neuvy-Saint-Sépulchre im Süden sowie Buxières-d’Aillac im Westen.

## Geschichte
Unter den Römern hieß der Ort Ollicium. Kurz vor dem Ersten Kreuzzug ist der Name Ollicium Sancti Georgi belegt. Nach Überlieferungen sollen 1190 Philippe Auguste und Richard Löwenherz aus Dankbarkeit, dass sie sich wiedergefunden hatten, den Ort Lys-Saint-Georges mit Lys als Lilie, dem Zeichen für Frankreich und dem Heiligen Georg als Zeichen für England genannt haben. Während der Französischen Revolution wurde der Ort in Lis le Pelletier umbenannt. 

Die Herren der Burg hatten die hohe und niedere Gerichtsbarkeit und strafrechtliche Befugnisse.

### Bevölkerungsentwicklung
| Jahr                       | 1962 | 1968 | 1975 | 1982 | 1990 | 1999 | 2006 | 2017 |
| Einwohner                  | 218  | 180  | 161  | 171  | 180  | 213  | 220  | 221  |
| Quellen: Cassini und INSEE |      |      |      |      |      |      |      |      |

## Wappen
Blasonierung: In von Blau und Rot gespaltenem Schild vorn eine goldene Lilie, hinten in Gold ein aufgerichteter, nach rechts sehender Löwe.

## Sehenswürdigkeiten
- Kirche Saint-Georges* (12. und 15. Jahrhundert)
- Schloss Lys-Saint-Georges*, 15. Jahrhundert
- Maison du Jardinier, traditionelles Haus, 18. Jahrhundert

* unter Denkmalschutz als Monument historique